# Daisy Edgar-Jones
Daisy Jessica Edgar-Jones (Londres, 24 de maig de 1998) és una actriu britànica. Va començar la seva carrera amb les sèries de televisió Cold Feet (2016-2020) i War of the Worlds (2019-2021).
Edgar-Jones va obtenir un reconeixement més ampli pel seu paper protagonista a la minisèrie Normal People (2020), que li va valdre nominacions per a un BAFTA de televisió de l'Acadèmia Britànica i un Globus d'Or. El 2022, va protagonitzar la pel·lícula de comèdia i thriller Fresh, la pel·lícula de misteri d'èxit comercial Where the Crawdads Sing i la minisèrie criminal Under the Banner of Heaven. Va rebre una altra nominació al Globus d'Or per aquesta última.

## Infantesa i educació
Daisy Edgar-Jones va néixer al districte d' Islington, Londres, filla de Wendy Edgar-Jones, una editora de pel·lícules d'Irlanda del Nord (per exemple Sharpe i la versió dramàtica de 1999 d' Oliver Twist) i Philip Edgar-Jones, que és escocès, i va exercir com a director de Sky Arts i cap d'entreteniment a Sky. Va créixer a Muswell Hill, Londres, i va actuar per primera vegada en una obra de teatre escolar als cinc anys. Va assistir a la Mount School for Girls i al Woodhouse College abans de ser admesa al National Youth Theatre. Va estudiar a la Universitat Oberta.

## Carrera
Després d'aparèixer a l'especial de Nadal de 2016 a la BBC One, als 17 anys, Edgar-Jones va interpretar Olivia Marsden a la comèdia Cold Feet d'ITV al costat de James Nesbitt. El 2018, va aparèixer com a Jessica Thompson a Silent Witness, i al llargmetratge independent sobre la majoria d'edat Pond Life dirigit per Bill Buckhurst. Va estar a la producció de National Youth Theatre de The Reluctant Fundamentalist.
Edgar-Jones va tenir un paper recurrent com a Delia Rawson a les sèries de la BBC i HBO del 2019 Gentleman Jack .
Edgar-Jones va interpretar Emily Gresham durant les dues primeres temporades de War of the Worlds al costat de Gabriel Byrne i Elizabeth McGovern. El maig de 2019, es va anunciar que Edgar-Jones havia estat escollit per al paper principal de Marianne al costat de Paul Mescal com a Connell a la sèrie Hulu i BBC Three Gent Normal, una adaptació de la novel·la de Sally Rooney.
Edgar-Jones va protagonitzar la revival de febrer de 2020 d'Albion a l' Almeida Theatre, que va ser gravada i emesa posteriorment per la BBC aquell agost. Va aparèixer a la llista de dones influents del 2020 de Vogue britànic.
El seu primer projecte post-Normal People, el thriller Fresh, es va estrenar al Festival de Cinema de Sundance del 2022.
El 2022, Edgar-Jones va tenir el paper protagonista a l'adaptació cinematogràfica de Where the Crawdads Sing de Delia Owens i també va protagonitzar la minisèrie de veritable crim de Dustin Lance Black Under the Banner of Heaven, una adaptació de Jon Llibre de Krakauer amb el mateix nom. Va ser nominada al Globus d'Or a la millor actriu secundària - sèrie, minisèrie o pel·lícula de televisió.

## Filmografia

### Pel·lícula
| Any  | Títol                   | Rol         | Notes                                                      |
| ---- | ----------------------- | ----------- | ---------------------------------------------------------- |
| 2018 | Pond Life               | Cassie      |                                                            |
| 2022 | Fresh                   | Noa         |                                                            |
| 2022 | Where the Crawdads Sing | Kya Clark   |                                                            |
| 2024 | Twisters                | Kate Cooper | Paper principal. Remake de la pel·lícula de 1996 "Twister" |

### Televisió
| Curs      | Títol                      | Rol               | Notes                   |
| --------- | -------------------------- | ----------------- | ----------------------- |
| 2016-2020 | Cold feet                  | Olivia Marsden    | Rol recurrent           |
| 2016      | Outnumbered                | Kate              | Especial de Nadal de TV |
| 2017      | Silent Witness             | Jessica Thompson  | 2 episodis              |
| 2019      | Gentleman Jack             | Delia Rawson      | 2 episodis              |
| 2019-2021 | War of the Worlds          | Emily Gresham     | Paper principal         |
| 2020      | Gent Normal                | Marianne Sheridan | Paper principal         |
| 2022      | Under the Banner of Heaven | Brenda Wright     | Paper principal         |

## Teatre
| Curs | Títol                        | Rol   | Lloc(s)                              | Notes |
| ---- | ---------------------------- | ----- | ------------------------------------ | ----- |
| 2017 | The Reluctant Fundamentalist | Abril | Yard Theatre, Londres, Anglaterra    |       |
| 2020 | Albion                       | Zara  | Almeida Theatre, Londres, Anglaterra |       |

## Premis i nominacions
| Any  | Projecte                   | Premi                                                       | Categoria                                                                              | Resultat  | Ref    |
| ---- | -------------------------- | ----------------------------------------------------------- | -------------------------------------------------------------------------------------- | --------- | ------ |
| 2020 | Normal People              | Premis Gold Derby TV                                        | Intèrpret innovador de l'any                                                           | Nominat   | [ 28 ] |
| 2021 | Normal People              | Premis Globus d'Or                                          | Millor actriu - Minisèrie o pel·lícula de televisió                                    | Nominat   | [ 29 ] |
| 2021 | Normal People              | Critics' Choice Television Awards                           | Millor actriu en una pel·lícula/minisèrie                                              | Nominat   | [ 30 ] |
| 2021 | Normal People              | Premis Internacionals AACTA                                 | Millor actriu en sèrie                                                                 | Nominat   |        |
| 2021 | Normal People              | Premis del Gremi de la Premsa de Radiodifusió               | Millor actriu                                                                          | Nominat   | [ 31 ] |
| 2021 | Normal People              | Premis del programa RTS                                     | Actor (Dona)                                                                           | Nominat   | [ 32 ] |
| 2021 | Normal People              | Premis de televisió de l'Acadèmia Britànica                 | Millor actriu                                                                          | Nominat   | [ 33 ] |
| 2022 | Fresh                      | Premis Midseason de l'Associació de Crítics de Hollywood    | Millor actriu                                                                          | Nominat   | [ 34 ] |
| 2022 | Fresh                      | Premis de televisió de l'Associació de Crítics de Hollywood | Millor actriu en una sèrie o pel·lícula streaming limitada o antològica                | Nominat   | [ 35 ] |
| 2022 | Under the Banner of Heaven | Premis de televisió de l'Associació de Crítics de Hollywood | Millor actriu de repartiment en una sèrie o pel·lícula streaming limitada o antològica | Nominat   | [ 35 ] |
| 2022 | Herself                    | 75è Festival de Cinema de Locarno                           | Premi Leopard Club                                                                     | Guanyador | [ 36 ] |
| 2023 | Under the Banner of Heaven | Premis Globus d'Or                                          | Millor actriu secundària - sèrie limitada de televisió/pel·lícula                      | Nominat   | [ 37 ] |